# Jitsi
Jitsi és una aplicació de videoconferència, VoIP, i missatgeria instantània amb aplicacions natives per iOS i Android, i amb suport per a Windows, Linux i Mac OS X a través de la web. És compatible amb diversos protocols populars de missatgeria instantània i de telefonia, i es distribueix sota els termes de la Llicència Apache, pel que és programari lliure i de codi obert.
Jitsi, abans conegut com a SIP Communicator, ha rebut suport de diverses institucions com la Fundació NLnet, la Universitat d'Estrasburg  i la Regió d'Alsàcia i també ha tingut múltiples participacions en el programa Google Summer of Code.